# SC Damen Dörfl
Der SC Damen Dörfl war ein österreichischer Frauenfußball-Verein aus Dörfl im Burgenland. Er existierte von 1992 bis 2004 und spielte von 2001 bis 2004 in der Frauen-Bundesliga.

## Geschichte des Vereines
Die Frauenmannschaft des SC Dörfl, SC Damen Dörfl, wurde durch Günther Renner und fußballinteressierte Mädchen 1992 mit den Vereinsfarben Rot-Schwarz gegründet. Sie stieg 1999 in die 2. Division Ost und ein Jahr später in die Frauen-Bundesliga auf, spielte bis zur Saison 2003/04 in der höchsten Frauenliga Österreichs und löste sich dann auf.

### Titel und Erfolge
- 1 × Meister der 2. Division Ost: 2000
- 1 × Meister der Burgenland-Frauenliga: 1998